# Гепидска краљевина
Гепидска краљевина је назив за државу која је постојала у средњој Европи између 5. и 6. века. Основали су је Гепиди, народ германског порекла. Пре стварања краљевине, Гепиди су били под влашћу Хунског каганата, али су, победивши Хуне у бици на реци Недао 454. године, збацили хунску власт и створили сопствену државу.

## Историја
Гепидска краљевина је првобитно обухватала просторе источно од реке Тисе и северно од реке Дунав, а са Римским царством је склопила частан мир. Краљевина потом проширује своју територију на запад, заузимајући Срем, Бачку и северно Потисје. Уследила су ривалства са Остроготима, при чему Гепиди губе битке и бивају потиснути из Срема.
Гепидска краљевина зенит достиже око 537. године када поново заузима Срем, као и околину Београда. Град Сирмијум (данашња Сремска Митровица) постаје средиште гепидске државе, а гепидски краљ Кунимунд ковао је златнике у овом граду. У свом највећем обиму Гепидска краљевина је обухватала делове данашње Србије, Румуније, Мађарске, Бугарске, Хрватске, Словачке и Украјине.
Византијско царство се 546. године удружује са Лангобардима (познатим и као Ломбарди) да би победило Гепиде. Гепиди су слабили у борби са Лангобардима, који су се, након пада краљевине Острогота, населили на просторе данашње Славоније, северне Босне и западне Мађарске. Тиме се отварао простор продору Словена и Авара. Године 552. Лангобарди су поразили Гепиде у једној бици, али непријатељства су се настављала.
Лангобарди позивају Аваре да им помогну у борби против Гепида. Авари су то учинили са таквим успехом и суровошћу да су Лангобарди, уплашени новим савезницима, отишли према Апенинском полуострву (зауставили су се у данашњој Ломбардији, којој су дали име). Авари су тиме коначно поразили и поробили Гепиде 567. године, отворивши потпуно простор продору Словена. Након пада Гепидске краљевине, њене територије су подељене између Аварског каганата и Византије.

## Краљеви
- Ардарих (око 454)
- Трапстила (око 488)
- Трасерих (око 504)
- Турисинд (549-552)
- Кунимунд (око 560)